# 阿伊河

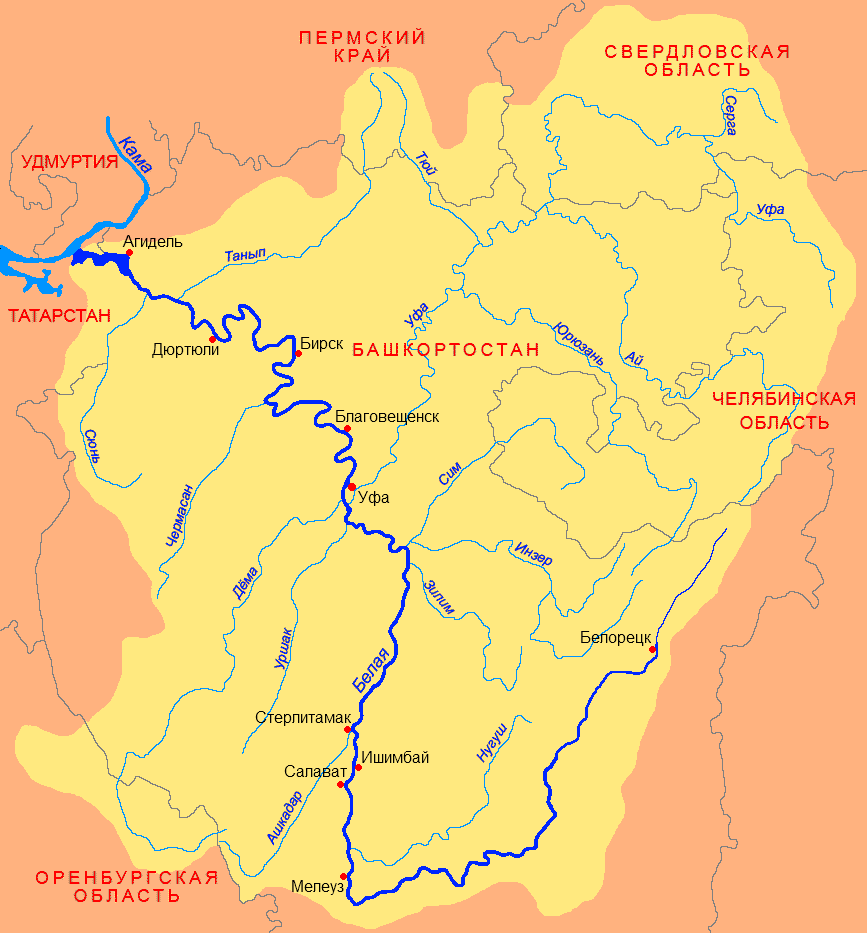
别拉亚河流域图，阿伊河在右上方

阿伊河（羅馬化：Reka Ay）是俄羅斯的河流，位於巴什科爾托斯坦共和國和車里雅賓斯克州，屬於烏法河的左支流，河道全長549公里，流域面積15,000平方公里，河流在10月底至4月中結冰，河畔城鎮有茲拉托烏斯特。河名可能来自巴什基尔语ай（ay），意为“月亮”。该河河岸有众多陡峭崖壁及洞窟。河段被用于水力发电。